# Leucophenga dilatata
Leucophenga dilatata är en tvåvingeart som beskrevs av Bachli 1971. Leucophenga dilatata ingår i släktet Leucophenga och familjen daggflugor. Inga underarter finns listade i Catalogue of Life.